# Sulis

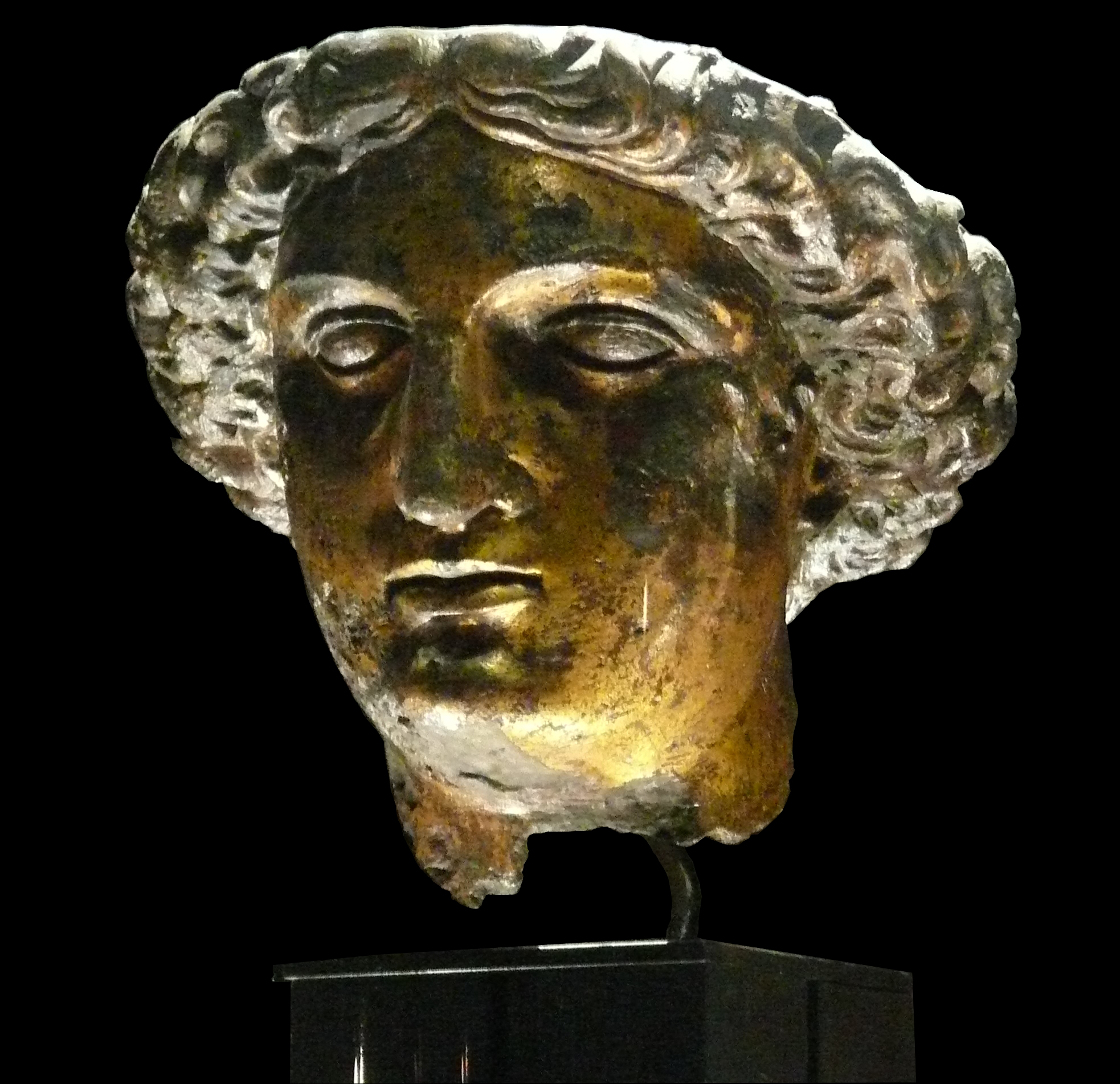
Vergoldeter Bronzekopf, Bath, England, wahrscheinlich Sulis Minerva

Sulis ist eine Sonnen- und Heil-Gottheit der britannischen Kelten. Nach der Interpretatio Romana wurde sie der Göttin Minerva gleichgesetzt.

## Etymologie und Mythologie
Der Name Sulis leitet sich vom altkeltischen Wort *sūlis („Sonne“) ab; Sulis wurde auch manchmal, wohl irrtümlich, als Genitiv oder Dativ von Sul(e) angenommen. Im Altirischen hat súil (fem.) die Bedeutung von „Auge“ übernommen. Im Schottisch-Gälischen ist der Name der Sonne dichterisch mit Sùil Dhè mhòir („Das Auge des großen Gottes“) beschrieben (Carmina Gaedelica, III, 306). Der Sonntag trägt den neukymrischen Namen dydd Sul vom lateinischen dies Solis.
Ihr Heiligtum war eine Quelle im nach ihr benannten Aquae Sulis, dem heutigen Bath in Somerset, England. Mit ziemlicher Sicherheit handelte es sich bei ihr also auch um eine Heilgöttin und Aquae Sulis, wo ihr ein ausgedehnter Tempelbezirk geweiht war, entwickelte sich in Folge zu einem Kurort. So erhofften sich die Menschen von einem Bad in ihrer heiligen Quelle Heilung von ihren Krankheiten. Schon bei Solinus (XXII, 10) ist zu lesen:
...quibus fontibus praesul *) est Minerva numen, in cuius aede perpetui ignes numquam canescunt in favillas, sed ... [ignis] vertit in globus saexos... 
(Beherrscher dieser Quellen ist das numen der Minerva, in deren Heiligtum immerwährende Feuer nicht in Asche erbleichen, sondern [das Feuer die Asche] in steinige Knollen verwandelt) *) Praesul wird in prae est Sul emendiert.
In Bath haben sich mehrere inschriftliche Zeugnisse erhalten, etwa auf Altären, auf dem Grabstein eines Priesters und auf einigen Fluchtafeln. Eine weitere Inschrift wurde auf einem Weihestein in Alzey gefunden (hier wird die Namensform Deae Sul überliefert).
Auf dem Festland waren mit ihr andere Göttinnen wie die Suleviae verwandt, die allerdings auch in Bath verehrt wurde. Da im inselkeltischen Raum Suil heute noch sowohl Auge als auch Sonne bedeutet (siehe oben), wird Sulis bzw. die Suleviae auch für die ursprüngliche keltische Sonnengöttin gehalten. In diesem Falle bestehe eine Verwandtschaft zur germanischen Sol, die mit Sulis etymologisch verwandt ist.